# Finanțe personale
Finanțele personale reprezintă procesul de gestionare a resurselor financiare de către o persoană sau o gospodărie pentru a-și planifica bugetul, economisi și cheltui în mod eficient, luând în considerare riscurile financiare și obiectivele pe termen scurt, mediu și lung. Printre acestea se numără constituirea unui fond de urgență, gestionarea datoriilor, acumularea de capital și asigurarea unui nivel de trai confortabil la pensionare.
O gestionare eficientă a finanțelor personale presupune utilizarea adecvată a diverselor produse și servicii financiare, inclusiv conturi bancare (curente și de economii), instrumente de creditare (carduri de credit, împrumuturi), soluții de asigurare (asigurări de sănătate, de invaliditate, de viață etc.) și instrumente de investiții (obligațiuni, acțiuni, active imobiliare etc.). De asemenea, implică monitorizarea și optimizarea scorului de credit, gestionarea obligațiilor fiscale și planificarea pensiei, fie prin sistemul public de pensii (Pilonul I), fie prin fondurile private obligatorii (Pilonul II) sau facultative (Pilonul III).
Un aspect esențial al finanțelor personale este educația financiară, care le permite indivizilor să înțeleagă concepte-cheie, să ia decizii informate privind economisirea, investițiile și gestionarea riscurilor și să își protejeze stabilitatea financiară pe termen lung.

## Istorie
Înainte de dezvoltarea unei specializări dedicate finanțelor personale, domenii strâns legate de acesta, cum ar fi economia familiei și economia consumatorilor, erau predate în instituții de învățământ ca parte a economiei domestice, timp de mai bine de 100 de ani. Economia consumatorilor analizează comportamentele și deciziile financiare ale indivizilor și gospodăriilor, având ca scop înțelegerea modului în care aceștia alocă resursele pentru a-și satisface nevoile și dorințele.
Cea mai veche cercetare semnificativă în domeniul finanțelor personale a fost realizată în 1920 de Hazel Kyrk⁠(d). Teza sa de doctorat la Universitatea din Chicago a pus bazele economiei consumatorilor și economiei familiale, stabilind fundamentul pentru cercetările ulterioare în domeniul comportamentului financiar al gospodăriilor. Margaret Reid, profesoară de Economie Domestică la aceeași universitate, este considerată una dintre pionierii studiului comportamentului consumatorilor și al gospodăriei.
În 1947, Herbert A. Simon, laureat al Premiului Nobel, a sugerat că decidenții nu iau întotdeauna cele mai bune decizii financiare din cauza resurselor educaționale limitate și a înclinațiilor personale. În 2009, Dan Ariely a subliniat că criza financiară din 2008 a demonstrat că oamenii nu iau întotdeauna decizii financiare raționale și că piața nu este automat corectivă în fața dezechilibrelor economice.
Cercetările în domeniul finanțelor personale sunt fundamentate pe teorii precum teoria schimbului social și andragogia (teoria învățării adulților). Andragogia subliniază faptul că adulții învață diferit față de copii, prin autodirijare și prin aplicarea imediată a cunoștințelor în viața lor cotidiană. În Statele Unite, organizații profesionale precum Asociația Americană a Științelor Familiei și Consumatorilor și Consiliul American pentru Interesele Consumatorilor au început să joace un rol semnificativ în dezvoltarea acestui domeniu în perioada 1950-1970.
Înființarea Asociației pentru Consiliere Financiară și Educație în Planificare (AFCPE) în 1984, la Universitatea de Stat din Iowa, și a Academiei pentru Servicii Financiare (AFS) în 1985 a marcat un moment semnificativ în istoricul finanțelor personale din Statele Unite. Membrii celor două organizații provin în principal din facultăți și absolvenți ai colegiilor de afaceri și economie domestică. AFCPE a început să ofere certificări profesionale pentru specialiștii din domeniu, cum ar fi Consilier Financiar Acreditat (AFC) și Consilier Certificat în Domeniul Locuințelor (CHC). De asemenea, AFS colaborează cu Consiliul pentru Planificatori Financiari Certificați (CFP Board). Aceste organizații au avut un impact major asupra profesionalizării domeniului, stabilind standarde etice și educaționale care influențează continuu practica financiară.
Înainte de 1990, studiul finanțelor personale nu era o prioritate pentru economiști și facultățile de afaceri tradiționale. Însă, începând cu anii 1990, mai multe universități americane, precum Universitatea Brigham Young, Universitatea de Stat din Iowa și Universitatea de Stat din San Francisco, au introdus programe educaționale financiare atât pentru licență, cât și pentru masterat. Aceste instituții au publicat lucrări semnificative în reviste de specialitate, precum The Journal of Financial Counseling and Planning și The Journal of Personal Finance.
Pe măsură ce preocupările legate de capacitatea financiară a consumatorilor au crescut în anii 2000, au apărut programe educaționale destinate publicului larg și grupurilor specifice, precum tinerii și femeile. Aceste programe, adesea denumite "alfabetizare financiară", sunt esențiale pentru dezvoltarea abilității de a gestiona eficient resursele financiare, de a evita datorii și de a asigura o pensionare confortabilă. Educația financiară este esențială nu doar pentru stabilitatea personală, ci și pentru sănătatea economică a societății în ansamblu.
Chiar și cu aceste progrese, nu a existat un curriculum standardizat pentru educația financiară personală până după criza financiară din 2008. În acel an, a fost înființat Consiliul Consultativ al Președintelui Statelor Unite pentru Capacitatea Financiară, cu scopul de a încuraja educația financiară în rândul cetățenilor americani. Consiliul a subliniat importanța unui standard unificat în educația financiară, pentru a garanta că toți cetățenii au acces la cunoștințele necesare unei gestionări corecte a finanțelor personale. În urma crizei, au fost lansate inițiative globale de promovare a alfabetizării financiare, sprijinite de guverne și organizații internaționale.
În România, educația financiară este un domeniu în expansiune. Diverse programe educaționale, susținute de instituții financiare și organizații europene, răspund nevoii de a înțelege mai bine instrumentele financiare disponibile. De asemenea, în era digitală, tehnologiile financiare (fintech) au început să joace un rol tot mai important, oferind soluții accesibile pentru gestionarea eficientă a finanțelor personale. Aplicațiile mobile și platformele online pentru educație financiară sunt tot mai populare, ajutând românii să își administreze economiile, să facă investiții informate și să își planifice viitorul financiar.

## Principii ale finanțelor personale
Definirea unor principii universale ale finanțelor personale este dificilă din următoarele motive:
- situațiile individuale variază semnificativ în funcție de venituri, avere și nevoile de consum;
- reglementările fiscale și financiare diferă de la o țară la alta, iar în România, sistemul fiscal are particularitățile sale;
- condițiile pieței se schimbă atât geografic, cât și în timp.

Un consilier financiar poate oferi recomandări personalizate în cazuri complexe și pentru persoanele cu avere considerabilă. Totuși, profesorul Harold Pollack⁠(d) de la Universitatea din Chicago și autoarea Helaine Olen susțin că, în Statele Unite, cele mai bune sfaturi financiare personale se reduc la câteva principii simple și clare:
- Plătește integral soldurile cardurilor de credit în fiecare lună;
- Alocă 10-20% din venitul net pentru economii și investiții;
- Construiește un fond de urgență care să acopere cel puțin 6 luni;
- Maximizează contribuțiile la produse cu avantaje fiscale, precum Pilonul II și Pilonul III (pensii private) în România;
- Când investești economiile:
  - Evită tranzacționarea de titluri de valoare individuale;
  - Căută fonduri mutuale diversificate, cu costuri reduse, care echilibrează riscul și recompensa în funcție de anul țintă al pensionării;
- Dacă folosești un consilier financiar, asigură-te că acesta se angajează printr-o datorie fiduciară de a acționa în interesul tău.

Un consilier financiar are o datorie fiduciară, ceea ce înseamnă că este obligat prin lege să acționeze întotdeauna în interesul clientului său, garantând transparență și corectitudine în recomandările sale. Această relație de încredere este esențială pentru a lua decizii financiare informate și benefice pe termen lung.
Aplicarea acestor principii într-un mod consistent duce la succes financiar. Crearea unor obiceiuri financiare solide și urmarea acestora cu disciplină sunt la fel de importante ca și luarea deciziilor corecte în fiecare situație financiară.
În România, educația financiară este un domeniu în expansiune. Autoritățile financiare, cum ar fi Banca Națională a României și Autoritatea de Supraveghere Financiară, sprijină inițiative educaționale pentru îmbunătățirea alfabetizării financiare a populației. De asemenea, este important ca românii să înțeleagă bine sistemul de pensii publice (Pilonul I) și opțiunile de economisire pentru pensionare, cum ar fi Pilonul II și Pilonul III, pentru a-și asigura un viitor financiar stabil.
Limitele stabilite de legislație pot varia de la o țară la alta; însă, în orice caz, finanțele personale nu trebuie să ignore principiile corecte de comportament și diligența unui „bun gospodar”: oamenii nu ar trebui să dezvolte o atașare excesivă față de ideea de bani, ceea ce ar fi moralmente reproșabil, iar atunci când investesc, trebuie să păstreze un orizont de timp pe termen mediu și lung, evitând riscurile excesive în privința randamentelor așteptate.

## Procesul de planificare financiară personală
Un component esențial al finanțelor personale este planificarea financiară, un proces dinamic care necesită monitorizare constantă și reevaluare periodică. În general, procesul presupune cinci pași esențiali:
1. Evaluarea: Situația financiară a unei persoane este evaluată prin crearea unor versiuni simplificate ale situațiilor financiare, care includ bilanțuri și conturi de profit și pierdere. Bilanțul personal listează activele personale (de exemplu, mașină, locuință, economii, acțiuni, criptomonede) și pasivele personale (datorii pe cardul de credit, împrumuturi bancare, ipotecă). Contul de profit și pierdere personal cuprinde veniturile și cheltuielile personale.
2. Stabilirea obiectivelor: Se stabilesc obiective financiare clare, atât pe termen scurt, cât și pe termen lung. De exemplu, un obiectiv pe termen lung ar putea fi „a mă pensiona la 65 de ani cu o avere netă de 4.000.000 de lei”, iar un obiectiv pe termen scurt ar putea fi „a economisi pentru un nou computer în următoarea lună”. Stabilirea obiectivelor ajută la clarificarea direcției și așteptărilor financiare, ghidând planificarea.
3. Crearea planului: Planul financiar detaliază pașii necesari pentru atingerea obiectivelor stabilite, inclusiv bugetul personal. Poate include măsuri precum reducerea cheltuielilor nejustificate, creșterea veniturilor sau economisirea/investirea într-un depozit bancar la termen sau în alte produse financiare. Este esențial ca planul să includă atât nevoile financiare actuale, cât și obiectivele pe termen lung, cum ar fi economisirea pentru pensionare și educația copiilor.
4. Implementarea: Implementarea planului financiar necesită disciplină, perseverență și, uneori, sacrificii. Mulți aleg să colaboreze cu profesioniști (contabili, consultanți financiari, avocați) pentru a pune în practică strategia. În plus, instrumentele financiare digitale și aplicațiile de planificare financiară au devenit esențiale, ajutându-te să îți urmărești cheltuielile, economiile și investițiile în timp real, pentru o gestionare eficientă a resurselor financiare.
5. Monitorizarea și reevaluarea: Planul financiar trebuie să fie revizuit periodic pentru a verifica progresul față de obiectivele stabilite. Viața personală este dinamică și, pe măsură ce circumstanțele se schimbă (căsătorie, nașterea unui copil, schimbarea locului de muncă), obiectivele financiare pot necesita ajustări. Monitorizarea constantă și reevaluarea regulată sunt esențiale pentru a asigura că planul rămâne relevant și eficient.

Obiectivele financiare comune pentru adulți și tineri includ achitarea datoriilor (carduri de credit, împrumuturi studențești, împrumuturi pentru locuință sau auto), economisirea pentru pensionare, economisirea pentru educația copiilor și acoperirea cheltuielilor medicale.

## Obiectivele domeniului finanțelor personale
În lumea modernă, există o nevoie tot mai mare ca oamenii să înțeleagă și să preia controlul asupra finanțelor lor, din următoarele motive:
1. Lipsa unei educații financiare formale cuprinzătoare: Deși multe țări includ educația financiară în curriculumul școlar, studiile realizate de Organizația pentru Cooperare și Dezvoltare Economică (OCDE) evidențiază un nivel scăzut de alfabetizare financiară în regiunile unde nu există cerințe obligatorii, chiar și în țări dezvoltate, precum Japonia.
- Educația financiară nu este întotdeauna o cerință în învățământul public, iar în Statele Unite, aproape 30% dintre liceele din 2024 nu au finanțele personale ca materie obligatorie pentru absolvire.[9]
- Studiile arată că absolvenții cu educație financiară obțin scoruri de credit mai mari și beneficiază de condiții mai favorabile la împrumuturi.[10]
- Prin urmare, este esențial ca educația financiară să fie integrată în sistemul educațional, având în vedere schimbările de abordare ale educației financiare în rândul generațiilor viitoare.

Aceasta subliniază importanța învățării finanțelor personale încă din copilărie, pentru a face distincția între nevoi și dorințe, pentru a spori alfabetizarea financiară și pentru a dezvolta abilități de planificare financiară.
Totodată, educația financiară nu doar că îmbunătățește bunăstarea personală, dar contribuie și la stabilitatea economică generală și la prosperitatea societății. O populație cu o mai bună educație financiară ia decizii economice mai informate, evită datoriile excesive și susține o economie mai sănătoasă și mai sustenabilă.
În plus, instrumentele financiare digitale și platformele educaționale online au revoluționat modul în care oamenii își gestionează finanțele. Aplicațiile mobile pentru monitorizarea cheltuielilor, economiilor și investițiilor oferă un acces mai facil și mai rapid la educația financiară, permițând o gestionare mai eficientă a resurselor financiare.
În România, interesul pentru educația financiară a crescut semnificativ, pe măsură ce tot mai mulți români adoptă aplicații pentru economii și investiții. În paralel, reforma sistemului de pensii și promovarea educației financiare la nivel național vor contribui la un viitor financiar mai stabil pentru întreaga societate.
2. Reducerea vârstei de angajare: De-a lungul anilor, odată cu apariția automatizării și schimbarea cerințelor pieței muncii, s-a observat la nivel global că multe locuri de muncă ce implică intervenție manuală sau procese mecanice devin din ce în ce mai redundante.
- Oportunitățile de angajare se mută din țările cu costuri mari ale muncii în cele cu costuri reduse [12], menținând marjele scăzute pentru companii.
- În economiile cu o populație tânără semnificativă, mai bine pregătită tehnologic, angajații din managementul de mijloc[14] care nu și-au actualizat abilitățile sunt ușor înlocuiți cu talente noi, mai ieftine și mai valoroase pentru organizații. În acest context, adaptabilitatea și dezvoltarea continuă a competențelor sunt esențiale pentru a rămâne competitiv pe piața muncii.
- Industria, în special sectoare precum automobilele, chimicalele și construcțiile, este de natură ciclică,[15] iar consumul și cererea sunt direct influențate de starea economiei unei țări. S-a observat că, în perioadele de stagnare economică, recesiune sau război, anumite industrii sunt afectate mai mult decât altele. Ca urmare, companiile recurg la raționalizarea forțată a forței de muncă. O persoană poate pierde rapid locul de muncă și poate rămâne șomer o perioadă semnificativă. Aceste schimbări economice și fluctuațiile pieței duc la concluzia că vârsta legală de angajare de 60 de ani devine tot mai scurtă.

Astfel, este crucial ca indivizii să își planifice din timp pensionarea și să își construiască sistematic fondul de pensii, evidențiind importanța finanțelor personale într-un peisaj economic în continuă schimbare.
3. Creșterea speranței de viață: Datorită progreselor în domeniul sănătății, oamenii trăiesc mult mai mult decât generațiile anterioare. Speranța medie de viață a crescut chiar și în economiile în dezvoltare. De-a lungul decadelor, speranța de viață medie a evoluat de la 60 la 81 de ani și continuă să crească, ceea ce, corelat cu o vârstă de angajare mai scurtă, subliniază necesitatea unui fond de pensii suficient de mare și importanța finanțelor personale pentru a asigura un trai confortabil la pensionare și pentru a face față cheltuielilor neprevăzute.
4. Creșterea cheltuielilor medicale: Cheltuielile medicale, incluzând costurile medicamentelor prescrise, spitalizarea, îngrijirea medicală, îngrijirea de nursing, îngrijirea specializată și îngrijirea geriatrică, au crescut semnificativ în ultimii ani. Aceste creșteri nu se datorează doar inflației, ci și progreselor în tehnologiile medicale și creșterii speranței de viață, care aduc cu sine necesitatea îngrijirii pe termen lung. Multe dintre aceste cheltuieli nu sunt acoperite de polițele de asigurare, care pot fi private sau publice.
- În piețele dezvoltate, precum Statele Unite,[20] asigurarea este oferită fie de angajatori, de asigurători privați sau prin intermediul guvernului federal (Medicare⁠(d), în principal pentru pensionari, sau Medicaid⁠(d), pentru persoanele cu venituri mici). Totuși, având în vedere creșterea deficitului fiscal al SUA și proporția mare a populației vârstnice, rămâne de văzut dacă programul Medicare va putea fi susținut pe termen lung, având în vedere excluderea unor tratamente din acoperire, coplăți și deducerea unor sume - mai multe costuri vor trebui suportate direct de către indivizi.
- În alte piețe dezvoltate, cum ar fi Uniunea Europeană, majoritatea serviciilor medicale sunt rambursate la nivel național, iar bugetele pentru sănătate sunt strict reglementate. Multe terapii noi și costisitoare sunt frecvent excluse din formularele naționale. Astfel, pacienții pot să nu aibă acces la aceste tratamente prin intermediul sistemului public de sănătate și vor trebui să plătească din propriul buzunar pentru a le beneficia.
- În țările în dezvoltare, precum India și China, majoritatea cheltuielilor sunt suportate direct de pacient,[21] deoarece nu există un sistem guvernamental de securitate socială care să acopere cheltuielile medicale.

Aceste motive subliniază nu doar necesitatea unei asigurări de sănătate, asigurări de viață, asigurări pentru accidente și asigurări pentru boli grave, ci și a unui fond de urgență pentru a face față cheltuielilor neprevăzute. În plus, din cauza creșterii cheltuielilor medicale, este esențial ca persoanele să își planifice din timp pensionarea și să își construiască un fond financiar suficient pentru a face față atât nevoilor de sănătate, cât și cheltuielilor legate de viața de pensionar.

## Aspecte esențiale
Zonele esențiale ale planificării financiare personale, conform recomandărilor Consiliului pentru Standardele în Planificarea Financiară (Financial Planning Standards Board — organism responsabil cu stabilirea standardelor profesionale pentru planificarea financiară personală), sunt:
1. Poziția financiară: Poziția financiară presupune înțelegerea resurselor financiare disponibile, prin analiza valorii nete și a fluxului de numerar al gospodăriei. Valoarea netă reprezintă bilanțul unei persoane, calculată prin adunarea tuturor activelor deținute, minus datoriile gospodăriei, la un anumit moment. Fluxul de numerar al gospodăriei reflectă totalul veniturilor estimate pe parcursul unui an, scăzând cheltuielile anticipate în aceeași perioadă. În urma acestei analize, planificatorul financiar poate determina în ce măsură și când obiectivele financiare personale pot fi atinse.
2. Protecție adecvată: sau asigurări, presupune analiza metodelor de protejare a gospodăriei împotriva riscurilor neprevăzute. Aceste riscuri includ răspunderea civilă, pierderea proprietății, moartea, invaliditatea, problemele de sănătate și îngrijirea pe termen lung. Unele riscuri pot fi acoperite prin autoasigurare, în timp ce majoritatea necesită un contract de asigurare. Determinarea sumei optime de asigurare, în condiții favorabile de cost, presupune o bună cunoaștere a pieței de asigurări. În plus, profesioniștii din diverse domenii, antreprenorii, sportivii și entertainerii au nevoie de consiliere specializată pentru a se proteja corespunzător. Având în vedere și beneficiile fiscale ale asigurărilor, utilizarea produselor financiare asociate acestora poate fi esențială în planificarea generală a investițiilor.
3. Planificarea fiscală: De obicei, impozitul pe venit reprezintă cea mai mare cheltuială pentru o gospodărie. Gestionarea corectă a taxelor nu presupune întrebarea dacă vor fi plătite, ci când și în ce sumă. Statul oferă multiple stimulente fiscale sub formă de deduceri și credite care pot fi folosite pentru a reduce povara fiscală pe termen lung. Majoritatea guvernelor aplică un sistem fiscal progresiv, în care impozitul marginal crește pe măsură ce venitul unei persoane crește. Înțelegerea modului în care se pot valorifica reducerile fiscale disponibile poate avea un impact considerabil asupra economiilor pe termen lung.
4. Obiective de investiție și acumulare: Planificarea acumulării unor economii suficiente pentru achiziții mari și evenimente semnificative din viață reprezintă ceea ce majoritatea consideră planificare financiară. Printre principalele motive de achiziționare a unor active se numără: cumpărarea unei locuințe sau a unei mașini, începerea unei afaceri, plata cheltuielilor educaționale și economisirea pentru pensionare. 
Realizarea acestor obiective presupune estimarea costurilor și stabilirea momentului potrivit pentru retragerea fondurilor. Un risc semnificativ în procesul de acumulare financiară este inflația. Folosind calculatoare de valoare netă actualizată, planificatorul financiar va sugera o combinație de economii regulate și investiții în diverse instrumente financiare, precum fonduri mutuale, acțiuni, obligațiuni, investiții imobiliare și produse financiare alternative (de exemplu, criptomonede sau crowdfunding), în funcție de apetența pentru risc a investitorului. Pentru a depăși efectele inflației, portofoliul de investiții trebuie să obțină o rentabilitate mai mare, ceea ce poate expune portofoliul la riscuri suplimentare. Aceste riscuri sunt gestionate prin utilizarea strategiei de alocare a activelor, care urmărește să diversifice riscurile și oportunitățile de investiție. Alocarea activelor va stabili un procentaj pentru acțiuni, obligațiuni, numerar și investiții alternative. Bugetul personal trebuie să țină cont de profilul de risc al fiecărui investitor, deoarece atitudinile față de risc pot varia semnificativ de la o persoană la alta.
Active depreciabile: Un aspect important în planificarea financiară și în stabilirea obiectivelor de valoare netă este gestionarea activelor depreciabile. Un activ depreciabil este un bun care își pierde valoarea în timp sau prin utilizare. Exemple de astfel de active includ automobilele, bărcile sau echipamentele de capital. Deși aceste active adaugă valoare vieții unei persoane, ele nu generează venituri și trebuie considerate o categorie distinctă. În domeniul afacerilor, aceste active sunt depreciate pe măsură ce își pierd valoarea utilă pentru scopuri fiscale și contabile. Deprecierea acumulată presupune reducerea valorii activului, iar, în cele din urmă, acesta va trebui înlocuit.
5. Planificarea pensionării: Planificarea pensionării presupune estimarea costurilor de trai la pensionare și dezvoltarea unui plan pentru distribuirea activelor care să compenseze orice deficit de venituri. Metodele de planificare a pensionării includ utilizarea structurilor fiscale permise de stat, cum ar fi Pilonul I (pensiile de stat), Pilonul II (pensiile private obligatorii) și Pilonul III (pensiile private voluntare), reglementate conform legislației naționale.
6. Planificarea patrimoniului: Planificarea patrimoniului presupune stabilirea modului în care vor fi distribuite activele după deces. De obicei, un impozit este datorat statului sau guvernului la decesul unei persoane. Evitarea acestui impozit înseamnă că o proporție mai mare din activele unei persoane va ajunge la moștenitorii săi. Activele pot fi lăsate familiei, prietenilor sau organizațiilor caritabile, conform voinței persoanei decedate.
7. Gratificarea amânată: Gratificarea amânată este abilitatea de a rezista tentației unei recompense imediate și de a aștepta o recompensă mai mare pe termen lung, fiind o componentă esențială în crearea unei averi sustenabile.
8. Gestionarea numerarului: Este esențială în orice planificare financiară, indiferent dacă o persoană este angajată sau își planifică pensionarea. Este necesar ca orice planificator financiar să știe cât cheltuie înainte de pensionare pentru a economisi o sumă semnificativă. Această analiză devine un semnal de alarmă, deoarece mulți dintre noi cunoaștem venitul, dar foarte puțini își urmăresc cheltuielile în mod regulat.
9. Revizuirea regulată a planului financiar scris: Este important să transformi revizuirea periodică a planului financiar într-o rutină anuală. O revizuire a planificării financiare cu un profesionist ajută persoanele să rămână bine informate și pregătite pentru schimbările necesare, dacă este cazul, în funcție de nevoile lor financiare sau circumstanțele vieții. Este esențial să fii pregătit pentru orice provocare neașteptată pe care viața o poate aduce.
10. Planificarea educațională: Având în vedere creșterea interesului pentru împrumuturile pentru studii, este esențial să ai un plan financiar adecvat. Părinții doresc să economisească pentru copiii lor, dar adesea iau decizii greșite care pot afecta economiile. Este important ca părinții să își ajute copiii să se pregătească pentru viitor, susținându-i financiar în educația lor, fără a face greșelile comune care pot afecta șansele lor de a obține burse necesare.
11. Planificarea imobiliarelor: Locuința este o nevoie fundamentală, așa că este esențial să înțelegi cum să îți asiguri un loc de trai și, în același timp, să îți menții siguranța financiară. Deciziile privind cumpărarea sau închirierea, ipotecile, asigurările, taxele, utilitățile și întreținerea trebuie luate în considerare cu atenție. Alegerea între apartament sau casă este o decizie esențială, fiecare opțiune având avantaje și dezavantaje specifice. 
  - Cumpără sau închiriază: Dacă alegi să cumperi o casă, aceasta reprezintă o investiție pe termen lung și poate îmbunătăți scorul tău de credit. Deținerea unei locuințe poate adăuga stabilitate financiară. În schimb, dacă alegi să închiriezi, vei evita costurile de reparații/întreținerea locuinței și taxele imobiliare, dar va trebui să iei în considerare costurile lunare pentru utilități și întreținere.
  - Ipoteci: Este important să înțelegi opțiunile disponibile atunci când alegi un plan ipotecar. Majoritatea oamenilor aleg un plan pe 15 sau 30 de ani, iar rata dobânzii poate fi fixă sau variabilă, în funcție de condițiile pieței. Este esențial să îți analizezi situația financiară și să alegi planul care se potrivește cel mai bine nevoilor tale pe termen lung.
  - Locație / Dorințe și nevoi: Atunci când alegi o locuință, trebuie să iei în considerare locația, precum și caracteristicile dorite într-o casă. Aceste variabile pot influența prețul. Factorii legați de locație includ zona urbană sau rurală, timpul de deplasare la serviciu, calitatea școlilor, siguranța, dimensiunea terenului, facilitățile incluse și proximitatea față de familie.
12. Credit: O linie de credit oferă posibilitatea unui client de a achiziționa bunuri sau servicii înainte de plată, cu angajamentul că datoria va fi rambursată ulterior, de obicei cu dobândă și/sau comisioane. Creditul poate fi accesat prin diverse forme, inclusiv datorii negarantate, precum creditele de nevoi personale, împrumuturile pentru studii și cardurile de credit, dar și datorii garantate, cum ar fi creditele auto și ipotecile. Utilizarea împrumuturilor pentru achiziționarea de bunuri și servicii prezintă atât avantaje, cât și riscuri, pe care consumatorul trebuie să le cunoască înainte de a contracta un credit. Câteva dintre beneficiile utilizării creditului includ:
  - Construirea unui scor de credit: Scorul de credit este o măsură a bonității financiare a unei persoane, utilizată de instituțiile financiare pentru a evalua riscul de creditare. În România, acesta este gestionat de Biroul de Credit și influențat de istoricul de plată, gradul de îndatorare și alte criterii. Instituțiile financiare consultă acest scor pentru a analiza comportamentul de plată al debitorilor, influențând nu doar aprobarea unui credit, ci și condițiile acestuia, inclusiv suma maximă ce poate fi împrumutată și dobânda aplicată.[24]
  - Cumpără acum, plătește mai târziu: Deși economisirea și utilizarea fondurilor proprii sunt, în general, opțiunile cele mai prudente, mulți consumatori apelează la credit pentru a efectua achiziții înainte de a dispune de întreaga sumă necesară. Spre exemplu, contractarea unui împrumut pentru achiziții mari, cum ar fi locuințele sau autoturismele, permite utilizarea imediată a acestora, cu plata eșalonată în timp. În România, această metodă este utilizată frecvent prin carduri de credit ce permit plata în rate fără dobândă sau prin soluții de finanțare oferite direct de comercianți.
  - Fond de urgență și acces la lichidități: Deși constituirea unui fond de urgență este recomandată ca soluție optimă pentru acoperirea cheltuielilor neprevăzute, creditul poate oferi o alternativă temporară pentru cei care nu dispun de economii suficiente.
  - Beneficii și recompense: Multe instituții financiare stimulează utilizarea produselor de credit prin beneficii precum programe de fidelizare, reduceri la călătorii, bonusuri la deschiderea conturilor și protecții suplimentare pentru achiziții. În România, unele carduri de credit oferă cashback, puncte de loialitate sau reduceri la comercianți parteneri. Atunci când sunt utilizate corect, prin achitarea integrală a soldului lunar, aceste beneficii pot oferi un avantaj semnificativ față de utilizarea unui card de debit.

Deși creditul poate aduce multiple beneficii, este esențial ca împrumutatul să înțeleagă pe deplin avantajele și riscurile acestuia pentru a lua decizii financiare responsabile.[25] Folosirea excesivă a creditului și lipsa educației financiare pot duce la supraîndatorare și dificultăți financiare. Printre riscurile utilizării creditului se numără
  -     - Supraîndatorarea: Accesul facil la credit poate încuraja cheltuielile peste posibilitățile reale de rambursare. Acest lucru poate conduce la dificultăți financiare, dependență de împrumuturi și incapacitatea de a acoperi obligațiile financiare curente. În cazul în care datoriile nu sunt rambursate conform contractului, creditorii pot iniția proceduri de executare silită, inclusiv poprirea veniturilor sau valorificarea garanțiilor imobiliare, ceea ce poate afecta semnificativ stabilitatea financiară a debitorului.
    - Dobânzi și comisioane: Creditorii percep dobânzi și diverse comisioane pentru acordarea împrumuturilor, iar menținerea unui sold restant pe perioade lungi duce la acumularea unor costuri suplimentare. În România, un indicator esențial de luat în considerare este DAE (Dobânda Anuală Efectivă), care reflectă costul total al unui credit, incluzând atât dobânda nominală, cât și comisioanele aferente împrumutului. Compararea DAE între oferte diferite ajută consumatorii să identifice cele mai avantajoase soluții de finanțare. Pe lângă băncile tradiționale, mulți consumatori apelează la Instituții Financiare Nebancare (IFN-uri) pentru împrumuturi rapide. Acestea oferă finanțare mai accesibilă, dar, în general, la costuri mult mai ridicate, unele credite pe termen scurt având un DAE ce poate depăși 1000%.
    - Plăți lunare minime și costul real al împrumutului: Majoritatea creditorilor solicită plăți lunare minime pentru a permite rambursarea treptată a datoriei. Însă, dacă nivelul datoriilor este ridicat, aceste plăți pot deveni împovărătoare, iar acumularea dobânzilor poate prelungi perioada de rambursare și crește semnificativ costul total al împrumutului. În cazul creditelor ipotecare, mulți împrumutați aleg dobânzi variabile legate de IRCC (Indicele de Referință pentru Creditele Consumatorilor), ceea ce înseamnă că ratele pot fluctua în funcție de evoluția pieței. Este important să se ia în considerare impactul acestor modificări asupra bugetului pe termen lung.

## Educație financiară și resursele aferente

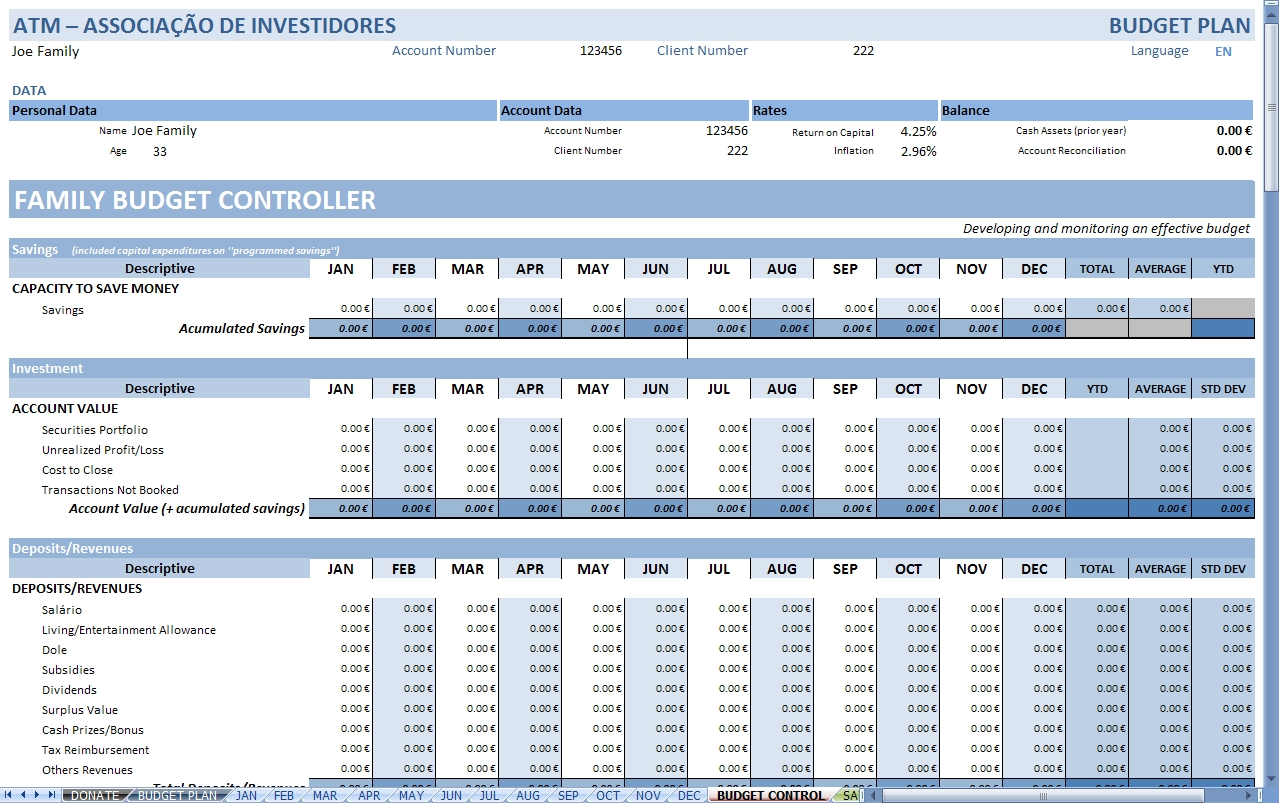
Un exemplu de software de planificare a bugetului personal

Conform unui sondaj realizat de Harris Interactive⁠(d), 99% dintre adulți consideră că educația financiară ar trebui să fie predată în școli. Autoritățile financiare și guvernul federal american au pus la dispoziție materiale educaționale online gratuite pentru public. Acestea au fost dezvoltate ca răspuns la nevoia tot mai mare de educație financiară și pentru a sprijini cetățenii în gestionarea eficientă a resurselor financiare personale. Cu toate acestea, un sondaj realizat de Bank of America a relevat că 42% dintre adulți se simțeau descurajați în legătură cu acest subiect. În schimb, 28% dintre adulți considerau că finanțele personale sunt dificile din cauza cantității enorme de informații disponibile online. Până în 2015, 17 din cele 50 de state din Statele Unite impuneau ca elevii de liceu să studieze educația financiară înainte de absolvire. Totuși, eficiența educației financiare asupra publicului larg rămâne subiect de dezbatere. De exemplu, un studiu realizat de Bell, Gorin și Hogarth (2009) a constatat că absolvenții educației financiare erau mai predispuși să utilizeze un plan formal de cheltuieli. Elevii de liceu educați financiar sunt mai înclinați să deschidă un cont de economii cu economii regulate, să evite descoperirile de cont și să își achite soldurile cardurilor de credit. Totuși, un alt studiu realizat de Cole și Shastry (Harvard Business School, 2009) a arătat că nu existau diferențe semnificative în comportamentele de economisire între persoanele din statele americane care aveau un mandat de educație financiară și cele din statele care nu impuneau un astfel de mandat.
Deși educația financiară este considerată esențială, eficiența sa în schimbarea comportamentului financiar rămâne un subiect controversat, având în vedere că factori externi, precum accesul la informații corecte și condițiile economice, pot influența deciziile financiare ale indivizilor. În România, educația financiară a început să devină o prioritate în sistemul educațional, iar instituțiile financiare locale, alături de guvern, sprijină tot mai multe inițiative pentru îmbunătățirea alfabetizării financiare, în special în rândul tinerelor generații.
Pe măsură ce nevoia de educație financiară crește, publicații de renume, precum Kiplinger⁠(d), joacă un rol esențial în oferirea de resurse educaționale. Aceste reviste dedicate finanțelor personale sunt o sursă valoroasă de informații pentru cei care doresc să-și gestioneze mai bine finanțele personale, având în vedere complexitatea subiectului și varietatea instrumentelor financiare disponibile.